# Sundance TV (Latinoamérica)
Sundance TV (antes Sundance Channel) fue un canal de televisión por suscripción latinoamericano de origen estadounidense, propiedad de AMC Networks International, que emitía cine independiente y series las 24 horas.
Con el refuerzo de la programación de Film & Arts y Europa Europa, el canal cerró sus emisiones el 30 de abril de 2020.

## Historia
El canal fue presentado el 3 de septiembre de 2013 con el lanzamiento de dos señales para diferentes regiones: una para México y otra para Argentina. Desde su lanzamiento, emitió programación doblada al español. Sin embargo, el 15 de enero de 2014, todo el contenido empezó a emitirse en idioma original subtitulado. El 19 de marzo de ese mismo año y dos años después, hasta el primer trimestre del 2016, se volvió a emitir la programación doblada, con la opción SAP disponible para el idioma original.
El 1 de mayo de 2016, el sistema de televisión por cable Movistar Chile decidió sustituir el canal por TBS en sus parrillas de programación. Sundance Channel estuvo disponible en el sistema DirecTV desde 2013 y en diferentes sistemas de distribución de televisión de Latinoamérica.
El 1 de enero de 2017 el canal fue relanzado como Sundance TV. El 30 de abril de 2020, el canal cerró sus emisiones por bajo rating y falta en operadoras de televisión por cable y suscripción.

## Logotipos

2013–2017
2017-2020

## Programas
- Borgen
- El juego de la ley
- Land Girls
- La bofetada
- Mr. Selfridge
- Rectify
- Sala de guionistas
- The Code
- The Red Road
- Jack Irish
- The Bisexual
- The straits

## Estructura de señales
Sundance TV tuvo 3 señales, las cuales fueron emitidas en alta definición en simultáneo con la señal en resolución estándar.
- Señal México: señal emitida exclusivamente para este país. Sus oficinas y horario de referencia estaban basados en la Ciudad de México (UTC-6/-5 DST).
- Señal Panregional: señal disponible para la mayoría de los países latinoamericanos. Sus horarios de referencia eran los de Santiago (UTC-4/-3 DST) y Bogotá (UTC-5).
- Señal Sur: señal emitida para Argentina, Paraguay y Uruguay. Sus oficinas y horario de referencia se ubican en Buenos Aires (UTC-3).